# Pelotillehue
Pelotillehue é uma cidade fictícia dentro do mundo da história em quadrinhos chilena Condorito, e onde vivem a maioria de seus personagens.

## Descrição
Pelotillehue é uma cidade que varia entre um pequeno povoado e uma grande metrópole, localizada no Chile, entre os povoados ou cidades de Cumpeo e Buenas Peras (sua cidade antagonista). O periódico oficial de Pelotillehue é El Hocicón (O Focinho), cujo slogan é "Diario pobre pero honrado" (Jornal pobre, mas honesto), enquanto o jornal de Buenas Peras é El Cholguán, cujo slogan é "Tabloide firme y veraz" (Tablóide firme e verdadeiro).

### Criação
As primeiras histórias de Condorito que foram publicadas na revista Okey a partir de 1949 transcorriam principalmente na capital do Chile, Santiago. A primeira menção a Pelotillehue ocorreu em uma piada publicada em Okey N°320 (17 de setembro de 1955), republicada posteriormente na revista Condorito Nº2 (1956). Curiosamente, a cidade de Buenas Peras foi mencionada muito antes, em uma piada em Okey N°200 (30 de maio de 1953), republicada em Condorito Nº5 (1959).
A criação de Pelotillehue se baseou na descrição das características comuns que estão presentes nos povos semirrurais chilenos existentes na zona centro-sul desse país. Com o passar do tempo e os posteriores lugares descritos nas piadas usadas, havia que este povoado imaginário transformar-se em uma grande cidade, com rasgos que recordam tanto a Santiago como a Concepción, cidade natal de Pepo, o criador de Condorito, e incluso em uma verdadeira nação independente.
Ao respeito, igualmente existe a convicção no Chile de que Pelotillehue e Buenas Peras fossem inspiradas nas cidades chilenas de Linares e Yerbas Buenas; também poderiam estar inspiradas nas cidades de Curicó e Molina, um pouco ao norte de Cumpeo, único destes três lugares mencionados nas histórias que realmente existe: Cumpeo é uma localidade rural, capital da comuna de Río Claro, localizada na Província de Talca.